# Freatska erupcija
Freatska erupcija, imenovana tudi freatska eksplozija, ultravulkanski izbruh ali parni izbruh, se pojavi, ko magma segreje podtalnico ali površinsko vodo. Ekstremna temperatura magme (od 500 do 1170 °C) povzroči skoraj takojšnje izhlapevanje vode v paro, kar ima za posledico eksplozijo pare, vode, pepela, kamenja in vulkanskih bomb. Na gori Sveta Helena v zvezni državi Washington je leta 1980 pred plinijskim izbruhom vulkana leta 1980 prišlo na stotine parnih eksplozij. Manj intenziven geotermalni dogodek lahko povzroči blatni vulkan.
Freatski izbruhi običajno vključujejo paro in kamenine; vključitev tekoče lave je nenavadna. Temperatura drobcev se lahko giblje od mrzle do žareče. Če je vključena staljena magma, vulkanologi dogodek razvrstijo kot  freatomagmatski izbruh. Ti izbruhi občasno ustvarijo široke kraterje z nizkim reliefom, imenovane maari. Freatske eksplozije lahko spremljajo emisije ogljikovega dioksida ali vodikovega sulfida. Ogljikov dioksid lahko pri zadostni koncentraciji povzroči zadušitev; vodikov sulfid deluje kot strup širokega spektra. Freatski izbruh leta 1979 na otoku Java je ubil 140 ljudi, večino so premagali strupeni plini.

## Maar in njihov nastanek
Freatske eksplozije so odgovorne za nastanek številnih maarov, v katerih je bil izvržen le star material. Maar je širok plitev vulkanski krater z nizkim reliefom, ki ga povzroči freatomagmatska erupcija. Maar se pogosto napolni z vodo in tvori relativno plitko kratersko jezero. Večina obročastih sten na dnu podložena z brečami starih kamnin, ki so bile odstranjene ob čiščenju dimnika. Kažejo, da so tem magmatskim izbruhom sledili freatski izbruhi. Nekateri avtorji zato to zaporedje od freatskih do magmatskih izbruhov imenujejo freatomagmatski izbruhi.

## Primeri freatske erupcije
- Cumbre Vieja – ob izbruhu leta 2021 na otoku La Palma (Kanarski otoki) so se novi eruptivni zračniki po navadi napovedali s freatsko eksplozijo, ki ji je kmalu zatem sledilo odprtje novega zračnika v razpokah na istem mestu.
- Krakatav – Indonezija, 1883  – domneva se, da je bil izbruh, ki je izbrisal večino vulkanskega otoka in ustvaril najglasnejši zvok v zgodovini, freatomagmatski dogodek.[4][5]
- Otok Ritter – Papuanska Nova Gvineja, 1888 (glej Izbruh in cunami na otoku Ritter leta 1888) – povzročilo največje bočno širjenje vulkanskega stožca v človeški zgodovini.[6]
- Kilauea – Havaji, Združene države Amerike – vulkan ima dolgo zgodovino freatskih eksplozij; freatski izbruh leta 1924 je vrgel skale, ocenjene na osem ton, na razdaljo enega kilometra.[7]
- Surtsey – Islandija, 1963–65
- Vulkan Taal – Filipini, 1965, 1977, 2020
- Ontake – Japonska, 2014 (glej izbruh Ontake 2014)
- Vulkan Mayon – Filipini, 2013
- Whakaari/Beli otok]] – Nova Zelandija, 2019 (glej izbruh Whakaari/White Island 2019)
- Bulusan – Filipini, 2022 je stratovulkan na otoku Luzon.